# Aglaophenia octodonta
Aglaophenia octodonta är en nässeldjursart som beskrevs av Heller 1868. Aglaophenia octodonta ingår i släktet Aglaophenia och familjen Aglaopheniidae. Inga underarter finns listade i Catalogue of Life.